# Pyramidella dolabrata

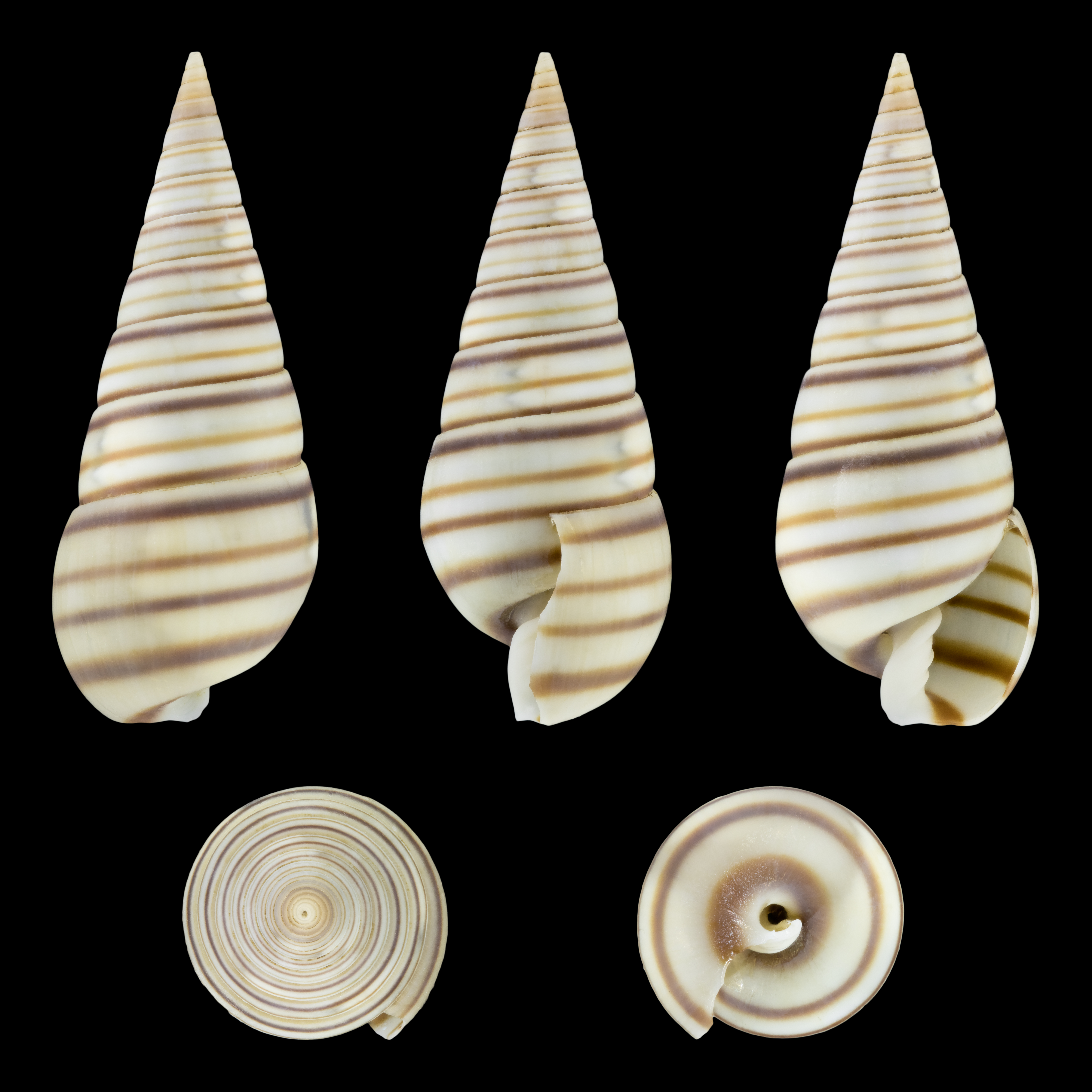
Pyramidella dolabrata var. terebellum

Pyramidella dolabrata is een slakkensoort uit de familie Pyramidellidae. De wetenschappelijke naam werd gepubliceerd in 1758 door Carl Linnaeus in de tiende editie van Systema naturae.